# The Faerie Queene

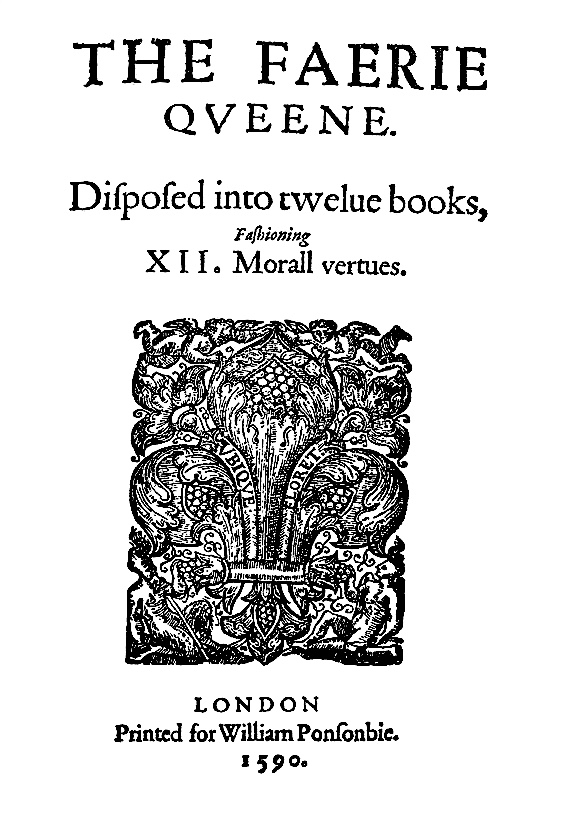

The Faerie Queene (1590, återutgiven i expanderad form 1596) är en allegorisk episk dikt av den brittiske poeten Sir Edmund Spenser. Dikten, som är skriven på en medvetet ålderdomlig engelska, är indelad i sex böcker och följer en rad medeltida riddares öden och äventyr. De olika riddarna symboliserar olika dygder: helighet (bok I), måttlighet (bok II), kyskhet (bok III), vänskap (bok IV), rättvisa (bok V) och hövlighet (VI). Särskilt välkända figurer är Redcrosse Knight (helighet) och den kvinnliga riddaren Britomart (kyskhet). Ofta har de lånat drag av arturlegenderna.
I ett brev till Sir Walter Raleigh antydde Spenser att från början planerade ett mycket längre verk bestående av tolv böcker eller kanske till och med tjugofyra. Med Raleighs hjälp kunde Spenser presentera de tre första böckerna för drottning Elisabet I, och som tack beviljade hon honom en årlig pension om £50. Elisabeth representeras i dikten av älvornas drottning, titelns faerie queene, Gloriana.